# Solange Presents Sol-Angel and the Hadley St. Dreams Tour
Solange Presents Sol-Angel and the Hadley St. Dreams Tour – trasa koncertowa Solange Knowles. Tournée promowało płytę Sol-Angel and the Hadley St. Dreams z 2008 roku.

## Koncerty
| Data              | Miasto              | Flaga    | Kraj     | Venue               |
| ----------------- | ------------------- | -------- | -------- | ------------------- |
| 4 listopada 2008  | Glasgow             | Szkocja  | Szkocja  | The Classic Grand   |
| 5 listopada 2008  | Newcastle upon Tyne | Anglia   | Anglia   | Newcastle Cluny     |
| 7 listopada 2008  | Londyn              | Anglia   | Anglia   | Pigalle Club        |
| 11 listopada 2008 | Brighton            | Anglia   | Anglia   | Komedia (Cancelled) |
| 12 listopada 2008 | Sheffield           | Anglia   | Anglia   | The Plug            |
| 14 listopada 2008 | Manchester          | Anglia   | Anglia   | Ruby Lounge         |
| Listopad 2008     | Rotterdam           | Holandia | Holandia | bd.                 |
| Listopad 2008     | Paryż               | Francja  | Francja  | Le Zenith           |
| Listopad 2008     | Hamburg             | Niemcy   | Niemcy   | bd.                 |
| Listopad 2008     | Sztokholm           | Szwecja  | Szwecja  | bd.                 |